# Ermac
Ermac è un personaggio del videogioco Mortal Kombat. Fa la sua prima apparizione ufficiale in Ultimate Mortal Kombat 3.

## Concezione ed evoluzione
La nascita di questo personaggio è piuttosto bizzarra, dato che inizialmente non era stato né creato né voluto dagli sviluppatori della Midway. Nonostante ciò, la presenza di un Ermac risale già al primo Mortal Kombat: non si trattava che di un errore di programmazione, di un mancato palette swap (operazione tramite la quale viene cambiato il colore degli sprite) del personaggio di Scorpion; Scorpion e Sub-Zero erano infatti interpretati dallo stesso attore digitalizzato e differivano soltanto nelle mosse speciali e nella posizione di attesa: l'attore era stato ripreso con un vestito da ninja nero e rosso, ma il rosso una volta digitalizzato avrebbe dovuto subire il palette swap e diventare giallo o azzurro, a seconda del personaggio scelto.
Per un bug del gioco, poteva accadere raramente che per Scorpion la macro di trasformazione non funzionasse; in quel caso il sistema riportava, per segnalare l'errore, il nome di Ermac, che significava 'Error macro', in luogo di quello di Scorpion.
I giocatori credettero però di aver trovato un personaggio segreto alla stregua di Reptile, che aveva riscosso molto successo grazie a un corposo tam-tam tra i videogiocatori della versione da sala giochi; gli sviluppatori di Mortal Kombat in prima battuta non confermarono la presenza di Ermac nella serie: anzi, inizialmente sembrarono smentire gli appassionati con alcuni easter egg in Mortal Kombat 2: affrontando Jade, infatti, appariva la scritta Ermac who? ('Ermac chi?'), mentre completando il gioco si poteva leggere il testo CEAMR ODSE NTO EXITS, evidente anagramma di Ermac does not exist ("Ermac non esiste").
Tuttavia, stante il curioso successo che il ninja rosso aveva riscosso tra i giocatori, gli sviluppatori decisero di inserirlo come personaggio sbloccabile in Ultimate Mortal Kombat 3, dandogli anche una linea narrativa di sottofondo: non si trattava di altro se non di una palette swap del solito attore vestito da ninja con mosse specifiche, come altri numerosi personaggi che avevano assunto i più svariati colori.
Con l'evoluzione tecnologica Ermac ha raggiunto un aspetto peculiare e curato, fino a somigliare sempre meno a un ninja e sempre più a una sorta di stregone o spettro, anche se sempre con la testa mascherata e gli inserti rossi sui vestiti.

## Storia
Ermac (abbreviazione tecnica di: "Error macro") è - originariamente - un ninja di colore rosso creato con un sortilegio da Shang Tsung, che ha riunito in un solo corpo le anime di molti guerrieri caduti durante la conquista del Regno di Edenia: viene posto al servizio di Shao Kahn poco dopo la propria creazione e fa parte delle squadre sterminatrici sulla Terra in Mortal Kombat 3; Ermac e i suoi uomini vengono sconfitti.
Poco prima degli eventi di Mortal Kombat: Deadly Alliance, Ermac incontra Kenshi, che lo libera dai suoi oneri verso Shao Kahn; per sdebitarsi, Ermac insegna al proprio benefattore la telecinesi, tecnica che padroneggia molto bene. Dopo ciò, il ninja decide di espiare il male commesso negli anni come servitore di Shao Kahn.
In Mortal Kombat: Deception Ermac, insieme con lo spettro di Liu Kang, libera Kung Lao, Sonya Blade, Kitana, Jaxon Briggs e Johnny Cage dall'ipnosi di Onaga, il Re Dragone.
Nel finale di Mortal Kombat Armageddon, una volta sconfitto Blaze, tutte le anime che formano Ermac si staccano, fondendosi con altri corpi ma mantenendo un mente collettiva; Ermac non è più un singolo essere, ma un esercito. In realtà, il ninja rosso rimane ucciso durante la battaglia tra le Forze del Bene e quelle del Male, in cui combatte tra le file delle prime.
Nella linea temporale alterata di Mortal Kombat IX, Ermac si trova sotto il giogo di Shao Kahn e viene affrontato diverse volte durante la modalità: Storia; nel suo finale si scopre che, dopo la morte dell'Imperatore del Regno - o Mondo - Esterno (Outworld), è diventato libero di scegliere il proprio destino. Si scopre inoltre che una delle anime di cui è formato è quella di Re Jerrod, precedente monarca di Edenia.
Dopo gli eventi di Mortal Kombat IX, Ermac decide di servire i successori di Shao Kahn, a partire dall'erede al trono: Mileena. In un flash back di Mortal Kombat X (ambientato 5 anni prima degli eventi del gioco), Kotal Kahn (che ai tempi di Shao Kahn era il Generale Kotal) decide di usurpare il trono di Mileena. Ermac decide così di ribellarsi a Mileena - dichiarando che, morto il suo padrone Shao Kahn, avrebbe deciso lui a chi giurare fedeltà. Fu così che Ermac divenne uno dei più potenti difensori del nuovo imperatore del Regno Esterno.
Nel suo finale arcade di Mortal Kombat X, Ermac sconfigge Shinnok e viaggia in Oriente, trovando ed esplorando una piramide. È in quel momento che inizia ad allargarsi una lacerazione sul suo petto: ferito, Ermac inizia a rendersi conto che un mucchio di polvere inizia ad assorbire le sue anime. Col tempo, la polvere prende la forma di un uomo: si tratta dello stregone Shang Tsung, risorto dalla morte nei precedenti capitoli.
Ricompare in Mortal Kombat 1, nella nuova linea temporale di Liu Kang. Nonostante non fosse previsto dall'ex shaolin, Ermac viene creato questa volta da Quan Chi per aiutarlo a conquistare i regni. Viene definitivamente sconfitto da Mileena, che indebolendolo fa lo stesso con la magia che controlla le sue anime, con quella di suo padre Jerrod, ex sovrano del Regno Esterno, che ne prende il controllo.

## Altre apparizioni

### Film
Ermac appare nel film Mortal Kombat - Distruzione totale dove viene interpretato da John Medlen. Appare come uno dei generali di Shao Kahn, ma non viene mai chiamato per nome. Verso la fine del film Ermac genera Noob Saibot durante la lotta contro Sonya.

### Televisione
Ermac appare nelle ultime due puntate della serie animata Mortal Kombat: Defenders of the Realm del 1996. Nel dodicesimo episodio, lui e il suo esercito usano una ninja femmina di nome Ruby (la quale non appare nella serie videoludica) per sconfiggere Jax e lasciare gli altri guerrieri al loro destino. Nonostante questo le forze di Ermac vengono sconfitte. Ricompare nella puntata finale della serie, in cui cerca di fermare (senza successo) il tentativo di Kitana di rovesciare Shao Kahn dal trono dell'Outworld.
L'aspetto di Ermac in entrambi gli episodi è quello di un normale essere umano fedele a Shao Kahn. Nella scena in cui si toglie la maschera si può vedere un pizzetto e un'incipiente calvizie, oltre alla sua unica caratteristica non umana, ossia gli occhi bianchi.

### Cameo
In Mortal Kombat 11 è presente sotto forma di easter egg nella krypta, dove viene visto cadere un ninja di colore rosso che finisce brutalmente infilzato.

## Apparizioni
- Mortal Kombat (1992) (errore di programmazione giocabile attraverso Scorpion)
- Ultimate Mortal Kombat 3
- Mortal Kombat Advance
- Mortal Kombat Trilogy
- Mortal Kombat: Deception
- Mortal Kombat: Armageddon
- Mortal Kombat (2011)
- Mortal Kombat X
- Mortal Kombat 11 (cameo)
- Mortal Kombat 1 (DLC)